# زين والأقزام الثمانية (مسرحية)
زين والاقزام الثمانية ، مسرحية أطفال غنائية هادفة كويتية
تأليف هبة مشاري حمادة والحان بشار الشطي

## القصة
مقتبسة من قصة بياض الثلج والاقزام السبعة

## بطولة
| الممثل       | الدور          |
| ------------ | -------------- |
| بشار الشطي   | عقلان          |
| فاطمة الصفي  | غضبانة         |
| علي كاكولي   | المرآة الشريرة |
| حمد اشكناني  | عطسان          |
| نور الغندور  | كسلانة         |
| مروى بن صغير | خجلانة         |
| فرقة شياب    | فزعان - جوعان  |
| شهد العميري  | وردة           |
| فتحية جعفر   | زين            |